# Макнил, Гермон Аткинс
Гермон Аткинс Макни́л (англ. Hermon Atkins MacNeil, род. 27 февраля 1866 г. Челси, Массачусетс — ум. 2 октября 1947 г.) — американский скульптор и медальер.

## Жизнь и творчество
Гермон Аткинс Макнил в период между 1886 и 1889 годами изучал промышленное искусство в Корнеллском университете. Затем он уезжает в Париж, где берёт уроки у скульпторов Анри Мишеля Шапу и Александра Фальгиера. Вернувшись в США, Макнил работает ассистентом под руководством Филиппа Мартини, где создавал модели для Всемирной выставки Колумба в 1893 году. В 1896 скульптор получает учебную стипендию, благодаря чему проводит 4 года в Риме. В 1906 году он становится членом академии National Academician. Одной из известнейших работ Макнила стала скульптура президента США Уильяма Мак-Кинли в городе Колумбус. Одним из последних произведений скульптора был памятник в честь почтовой службы Пони-Экспресс, установленный в 1940 году в городе Сент-Джозеф (штат Миссури).

## Галерея
- Статуя в честь «Пони-Экспресса»
- Мемориал Джорджа Роджерса Кларка, Венсенн, Индиана
- Монумент Памяти Гражданской войны, Филадельфия 1921
- Клятва Солнцу, бронза, музей Метрополитен, Нью-Йорк
- Правосудие, страж Свободы, на левом фронтоне здания Верховного суда,  Вашингтон
- Пришествие Белого Человека, парк Вашингтона, Портленд, Орегон 1904
- Памятник пилигримам, Уотербери, Коннектикут.